# ميدالية ألبرت ب.سابين الذهبية
ومنذ عام 1994، يمنح معهد مصل سابين سنويا ميدالية ألبرت ب. سابين الذهبية اعترافا بالعمل في مجال التلقيح أو في مجال تكاملي. وهو إحياء لذكرى العمل الرائد لألبرت ب. سابين.[1]
السنة 	المستلم الأعمال ذات الصلة
2018	بول أوفيت لقاح الروتا الفموي يعمل، زيادة في تعزيز التحصين
2017	جان هولمجرين [دي]	بحث عن لقاح فموي، علم المناعة المخاطي، أول لقاح فموي فعال للكوليرا
2016	جورج ر.سيبر	لقاح البكتيريا المسببة للالتهاب الرئوي، لقاح من النوع ب لتدفقات الأمونوزيلا، لقاح مكور للبكتيريا 
2015	روجر آي. جلاس العمل على منع التهاب المعدة والأمعاء الناتج عن استخدام التروفيروفيروسات وفيروسات الشخير 
2014	ماثورام سانتوشام	العمل على منع التأثير النزوي من النوع باء 
2013	آن أ.غيرشون العمل على الوقاية من أمراض الطفولة
2012	ف. مارك لافورس العمل على القضاء على التهاب السحايا في أفريقيا
2011	دوغلاس ر.لويي وجون ت.سشيلار	العمل على لقاحات الوقاية من السرطان
2010	جون د.كليمينس العمل على استخدام اللقاحات للحد من المعاناة وتعزيز السلام
2009	رينيو رابولاي اكتشاف التلقيح العكسي 
2008	روث س.نوسنزوينج العمل على البحث عن الملاريا 
2007	هيلاري كوبروسكي العمل في أبحاث الطب الحيوي في القرن العشرين 
2006	ويليام ه.فويجي العمل على تحسين معدلات بقاء الأطفال
2005	ألبيرت ز. كابيكيان	بحث عن فيروس التهاب المعدة والأمعاء البشرية
2004	ويليام س.جوردان 	العمل على البحث عن اللقاح
2003	سامويل ل.كاتز العمل على اللقاحات للأمراض المعدية للأطفال
2002	ستانلي أ.بلوكتن العمل على إزالة المطاط 
2001	جون ب.روبنز تخفيض معدل وفيات الأطفال من الأمراض المتعددة
2000	كايرو سي.ستيري العمل على القضاء على الجدري وشلل الأطفال في نصف الكرة الغربي
1999	فيليب ك.روسيل العمل على الأمراض المعدية 
1998	ألين سي.ستيري اكتشاف مرض لايم وإجراء المزيد من الأبحاث حول مرض لايم
1998	مايرون م.ليفاين التعليم والإرشاد 
1997	ماوريسي ر.هيليمان	عملت على تطوير «لقاحات أكثر من أي شخص آخر في التاريخ»
1996	جوزيف ل.ميلينك التعليم والبحث عن اللقاحات 
1995	روبيرت م.تشانوك 	التعرف على فيروس الجهاز التنفسي العصبي 
1994	دونالد أ.هينديرسون	توجيه حملة منظمة الصحة العالمية للقضاء على الجدري